# Parakinkalidia rothi
Parakinkalidia rothi är en insektsart som beskrevs av Donskoff 1986. Parakinkalidia rothi ingår i släktet Parakinkalidia och familjen gräshoppor. Inga underarter finns listade i Catalogue of Life.